# Плімптон (Массачусетс)
Плімптон (англ. Plympton) — місто (англ. town) в США, в окрузі Плімут штату Массачусетс. Населення — 2930 осіб (2020).

## Демографія
Згідно з переписом 2010 року, у місті мешкало 2820 осіб у 1006 домогосподарствах у складі 766 родин. Було 1043 помешкання
Расовий склад населення:
| - 96,8 % — білих - 0,9 % — чорних або афроамериканців - 0,8 % — азіатів - 0,3 % — корінних американців |

До двох чи більше рас належало 1,0 %. Частка іспаномовних становила 1,3 % від усіх жителів.
За віковим діапазоном населення розподілялося таким чином: 22,1 % — особи молодші 18 років, 64,3 % — особи у віці 18—64 років, 13,6 % — особи у віці 65 років та старші. Медіана віку мешканця становила 44,4 року. На 100 осіб жіночої статі у місті припадало 96,4 чоловіків;  на 100 жінок у віці від 18 років та старших — 94,0 чоловіків також старших 18 років.
Середній дохід на одне домашнє господарство  становив 110 579 доларів США (медіана — 87 438), а середній дохід на одну сім'ю — 120 217 доларів (медіана — 99 079). Медіана доходів становила 63 792 долари для чоловіків та 54 417 доларів для жінок. За межею бідності перебувало 4,4 % осіб, у тому числі 5,6 % дітей у віці до 18 років та 3,4 % осіб у віці 65 років та старших.
Цивільне працевлаштоване населення становило 1467 осіб. Основні галузі зайнятості: освіта, охорона здоров'я та соціальна допомога — 21,5 %, роздрібна торгівля — 10,7 %, виробництво — 10,7 %.